# Liste der denkmalgeschützten Objekte in Bernstein (Burgenland)
Diese Liste der denkmalgeschützten Objekte in Bernstein enthält die 12 denkmalgeschützten, unbeweglichen Objekte der Gemeinde Bernstein im Burgenland, Österreich.

## Denkmäler
| Foto |                 | Denkmal                                                                              | Standort                                             | Beschreibung | Metadaten |
| ---- | --------------- | ------------------------------------------------------------------------------------ | ---------------------------------------------------- | --- | --- |
| ja   | Datei hochladen | Fabriksgebäude HERIS-ID: 112458 Objekt-ID: 130651seit 2015                           | Gartenweg 3 Standort KG: Bernstein                   | | BDA-Hist.: Q37831091 Status: Bescheid Stand der BDA-Liste: 2025-06-30 Name: Fabriksgebäude GstNr.: 14/1                                                          |
| ja   | Datei hochladen | Ehem. Wirtschaftsgebäude, Café Postkastl HERIS-ID: 112459 Objekt-ID: 130652seit 2015 | Hauptplatz 7 Standort KG: Bernstein                  | | BDA-Hist.: Q37831106 Status: Bescheid Stand der BDA-Liste: 2025-06-30 Name: Ehem. Wirtschaftsgebäude, Café Postkastl GstNr.: 17                                  |
| ja   | Datei hochladen | Ehem. Pranger HERIS-ID: 11944 Objekt-ID: 8073                                        | Hauptplatz Standort KG: Bernstein                    | Achteckiger frühbarocker Pfeiler am Hauptplatz | BDA-Hist.: Q38117544 Status: § 2a Stand der BDA-Liste: 2025-06-30 Name: Ehem. Pranger GstNr.: 430/1 Pranger Bernstein im Burgenland                              |
| ja   | Datei hochladen | Pfarrhof HERIS-ID: 11940 Objekt-ID: 8069                                             | Hauptstraße 45 Standort KG: Bernstein                | | BDA-Hist.: Q38117454 Status: § 2a Stand der BDA-Liste: 2025-06-30 Name: Pfarrhof GstNr.: 182 Pfarrhof Bernstein im Burgenland                                    |
| ja   | Datei hochladen | Kath. Pfarrkirche hl. Michael HERIS-ID: 11939 Objekt-ID: 8068                        | hinter Hauptstraße 45 Standort KG: Bernstein         | Die aus dem Mittelalter stammende Kirche wurde 1733 von der Witwe des Grafen Ludwig Batthyány renoviert und erweitert. Der barocke Hochaltar zeigt eine Kreuzigungsgruppe. Relikte der älteren Kirche sind die gotischen Eisenbeschläge in der Sakramentsnische und die blinden romanischen Fenster an der Südfront mit dekorativer Malerei. | BDA-Hist.: Q25909682 Status: § 2a Stand der BDA-Liste: 2025-06-30 Name: Kath. Pfarrkirche hl. Michael GstNr.: 184 Katholische Pfarrkirche Bernstein (Burgenland) |
| ja   | Datei hochladen | Evangelisches Pfarrhaus HERIS-ID: 11942 Objekt-ID: 8071                              | Hauptstraße 46 Standort KG: Bernstein                | | BDA-Hist.: Q38117487 Status: § 2a Stand der BDA-Liste: 2025-06-30 Name: Evangelisches Pfarrhaus GstNr.: 261 Evangelische Pfarrkirche Bernstein (Burgenland)      |
| ja   | Datei hochladen | Steinbogenbrücke HERIS-ID: 111409 Objekt-ID: 129242seit 2012                         | Kalteneckerstraße, Pechgraben Standort KG: Bernstein | | BDA-Hist.: Q37824108 Status: Bescheid Stand der BDA-Liste: 2025-06-30 Name: Steinbogenbrücke GstNr.: 2921, 2942, 2926 Stone arch bridge, Bernstein (Burgenland)  |
| ja   | Datei hochladen | Evang. Pfarrkirche A.B. HERIS-ID: 11941 Objekt-ID: 8070                              | Kirchengasse 1 Standort KG: Bernstein                | Als Bethaus 1787 erbaut und 1791 um einen Turm erweitert. Nach einem schweren Brand 1880 wurde der Turm und das nebenstehende Pfarrhaus restauriert. Der Altar im Inneren zeigt ein Bild mit der Auferstehung Christi, die Orgel wurde 1868 von H. Böttcher aus Magdeburg gebaut. | BDA-Hist.: Q29838660 Status: § 2a Stand der BDA-Liste: 2025-06-30 Name: Evang. Pfarrkirche A.B. GstNr.: 263 Evangelische Pfarrkirche Bernstein (Burgenland)      |
| ja   | Datei hochladen | Burg Bernstein HERIS-ID: 11943 Objekt-ID: 8072                                       | Schloßweg 1 Standort KG: Bernstein                   | Die Burg stammt aus der Zeit um 1200, der älteste Teil ist der am Felsvorsprung liegende Nordtrakt. Der Bau wurde vor allem im 16./17. Jahrhundert erweitert, wo er mit einem Zwinger mit Basteien umgeben wurde. Im frühen 17. Jahrhundert wurde auch die Innenausstattung modernisiert, aus dieser Zeit stammt der Rittersaal mit Stuckaturen und einem Deckengemälde mit mythologischen Szenen. Weiters befinden sich im ersten Stock Renaissance-Türen und -Öfen.                                                    | BDA-Hist.: Q700670 Status: Bescheid Stand der BDA-Liste: 2025-06-30 Name: Burg Bernstein GstNr.: 1, 3 Bernstein Castle, Burgenland                               |
| ja   | Datei hochladen | Madonnenschlössl HERIS-ID: 47098 Objekt-ID: 49650                                    | Steinwandweg 6 Standort KG: Bernstein                | Die Villa wurde vom Husarenmajor Georg Gyömörei nach Streitigkeiten mit seinem Schwager Graf Almasi, Besitzer der Burg Bernstein, 1923 als „Trotzburg“ erbaut. Das Erdgeschoß ist aus Serpentin gemauert. Die beiden Obergeschoße sind durch eine Holzbalkenkonstruktion getrennt, welche aufwändige Schnitzereien zeigt. Auf dem Dach befinden sich zwei Wasserspeier. 1957 wurde das Gebäude vom Österreichischen Roten Kreuz als Unterkunft für Flüchtlingskinder erworben. Heute dient es als Veranstaltungszentrum. | BDA-Hist.: Q38025587 Status: Bescheid Stand der BDA-Liste: 2025-06-30 Name: Madonnenschlössl GstNr.: 823 Madonnenschlössl, Bernstein                             |
| ja   | Datei hochladen | Wegkapelle HERIS-ID: 11947 Objekt-ID: 8076                                           | Standort KG: Bernstein                               | | BDA-Hist.: Q38117575 Status: § 2a Stand der BDA-Liste: 2025-06-30 Name: Wegkapelle GstNr.: 3276 Wegkapelle Bernstein (Burgenland)                                |
| ja   | Datei hochladen | Spolie, am Haus angebrachte röm. Grabstele HERIS-ID: 11952 Objekt-ID: 8084           | Rettenbach 14 Standort KG: Rettenbach                | An der Südfront des Hauses ist der Rest einer römischen Grabstele mit Relief aus dem 2. Jahrhundert nach Christus eingemauert. | BDA-Hist.: Q38117716 Status: Bescheid Stand der BDA-Liste: 2025-06-30 Name: Spolie, am Haus angebrachte röm. Grabstele GstNr.: 240                               |